# Franciszek Aleksander Podoski
Franciszek Aleksander Podoski (ca. 1720-1792), fue un conde, sacerdote, escritor y traductor polaco. Formado con los jesuitas en Braniewo, estudió con posterioridad teología en el Collegium Nazarenum de Roma, y fue canónigo de la catedral de Płock, pero después abandonó el clero y comenzó una carrera política, llegando a miembro del Sejm de Płock y Ciechanów.
Como traductor, se le debe la primera traducción polaca de Don Quijote de Miguel de Cervantes. En 1781, apareció una primera traducción parcial de los tres primeros libros de la Primera Parte del Quijote, con el nombre de Historiya czyli Dzieie y przygody przedziwnego Don Quichotta z Manszy. Z hiszpanskiego na francuzkie a teraz na polskie przelozone przez F.H.P.H.K.M. Bajo estas siglas se ocultaba la identidad de Podoski. En 1785, publicaría una traducción de la novela corta intercalada El curioso impertinente. Finalmente en 1786, y en seis volúmenes publica una traducción completa del Quijote que lleva el mismo nombre que la traducción parcial de 1781 realizada, no desde el original español, sino desde una versión francesa de Filleau de Saint-Martin de 1677. Además de las innovaciones y añadidos del adaptador francés, Podoski añade numerosos elementos de carácter polaco para hacer más accesible el texto. A pesar de ello, su versión fue empleada por posteriores traductores polacos como Zakrzewski en 1855. También tradujo del francés Los Caracteres de Jean de La Bruyère.